# Fritz Höger

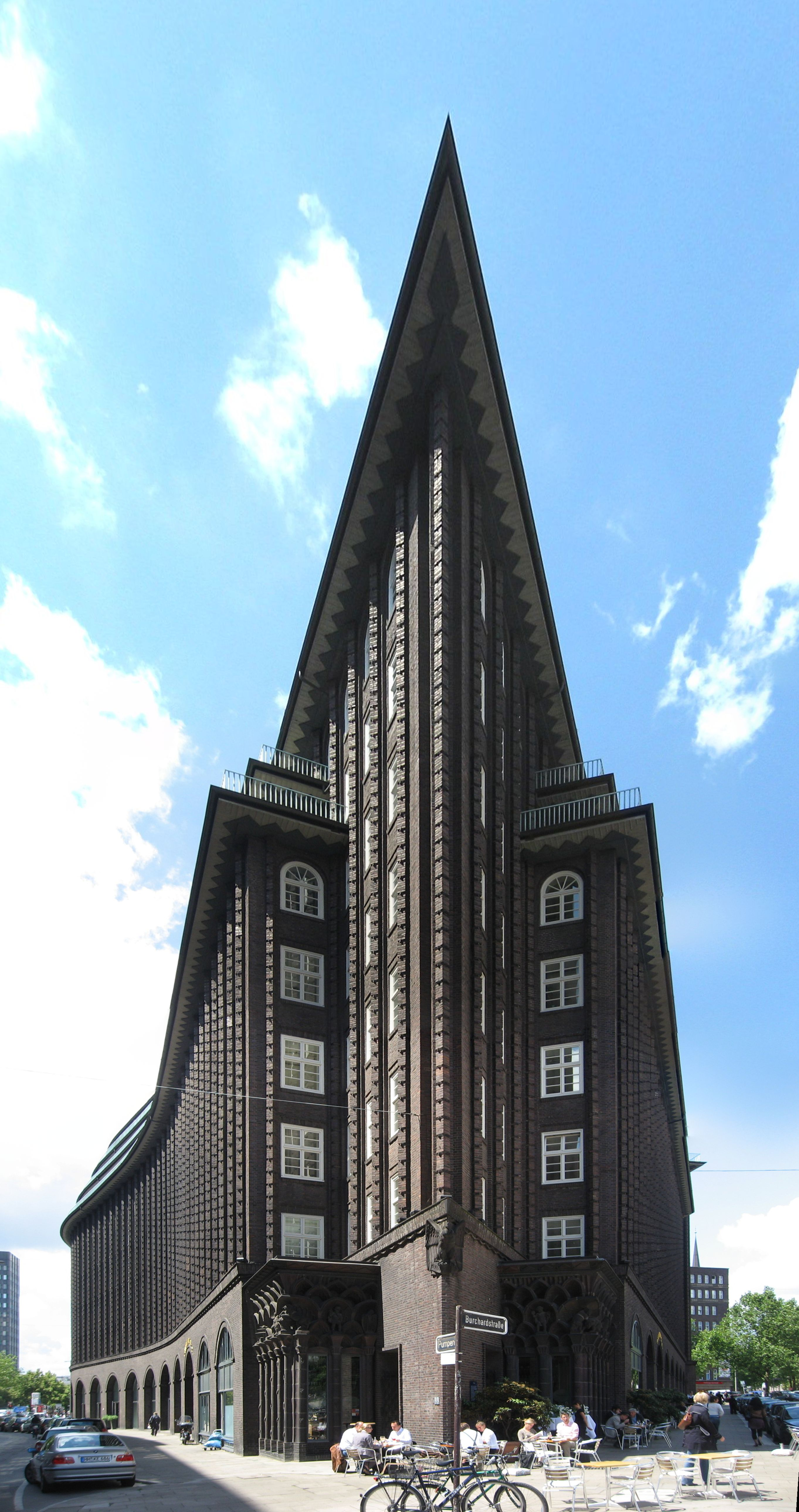
Chilehaus i Hamburg.

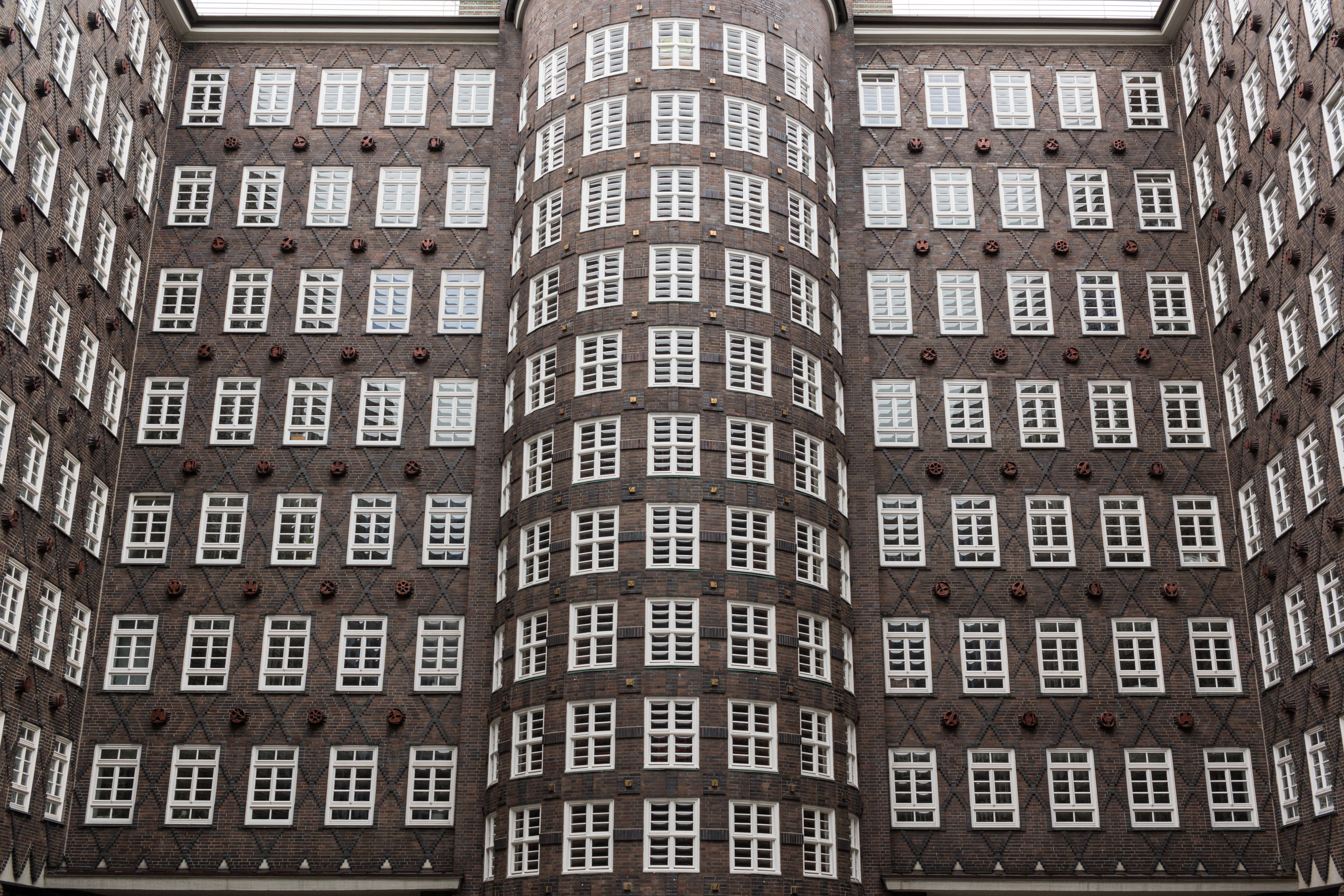
Sprinkenhof i Hamburg.

Fritz Höger, född 12 juni 1877 i Bekenreihe vid Elmshorn, död 21 juni 1949 i Bad Segeberg, var en tysk byggmästare och arkitekt. 

## Biografi
Höger utbildades i Hamburg, där han från 1905 utövade en mycket framgångsrik arkitektverksamhet i en förenklad, storslagen tegelstil. Bland hans tidigare arbeten märks Hamburg-Amerikalinjens förvaltningsbyggnad. Senare tillkom Chilehaus (1922–1924) och Sprinkenhof (1927–1929), väldiga kontors- och byråbyggnader, uppförda med kraftig saklighet. En kyrka i Berlin-Wilmersdorf visar också hans monumentalstil, i vilken i början av 1930-talet enkla ornamentformer upptogs.